# بوریسلاو کوتکوویچ
بوریسلاو کوتکوویچ (صربی: Borislav Cvetković؛ زادهٔ ۳۰ سپتامبر ۱۹۶۲) بازیکن سابق و مربی فوتبال اهل صربستان است.
از باشگاه‌هایی که در آن بازی کرده‌است می‌توان به باشگاه فوتبال ستاره سرخ بلگراد، باشگاه فوتبال آسکولی، و باشگاه فوتبال دینامو زاگرب اشاره کرد.
وی همچنین در تیم ملی فوتبال یوگسلاوی بازی کرده‌است.
وی در مسابقات کشوری و بین‌المللی در مجموع برندهٔ ۱ مدال برنز شده‌است.